# Trochalus pectoralis
Trochalus pectoralis är en skalbaggsart som beskrevs av Brenske 1899. Trochalus pectoralis ingår i släktet Trochalus och familjen Melolonthidae. Utöver nominatformen finns också underarten T. p. alticola.